# Trapezites praxedes
The Southern Silver Ochre Skipper (Trapezites praxedes) là một loài bướm ngày thuộc họ Bướm nhảy. Nó được tìm thấy dọc theo đồng bằng ven biển của New South Wales, miền nam Queensland và Victoria.
Sải cánh dài khoảng 30 mm.
Ấu trùng ăn Lomandra confertifolia, Lomandra laxa, Lomandra longifolia, Lomandra obliqua and Lomandra spicata.